# С-400
С-400 Триумф (НАТО класификација: SA-21 Growler), познатији као С-300 ПМУ-3, је противавионски и противракетни систем који је осмислио Алмаз-Антеј, МКБ Факел. Први пут је ушао у оперативну употребу у оружане снаге Руске Федерације у 2007.ој години. Овај систем користи четири ракете на својој лансирној рампи односно четири различитог домета. Има могућност детектовања и летелица са смањеним одразом тзв (Stelth) на даљини од око 150 km. Његов радар омогућава праћење и осматрање на даљини од чак 600 km (циљ велике радарске површине) и истовремено може да прати до 300 циљева. Време потребно за прелазак система С-400 из маршевског у борбени положај је 5-10 минута, а време да се систем доведе у борбену спремност са положаја износи три минута. Међуремонтни рок је 10000 сати рада, а прописани век употребе није мањи од 20 година.

### Врсте ракета
- 9M96E - кратког (домета 40 km).
- 9M96E2 - средњег (домета 120 km).
- 48N6E - средњег (домета 150 km).
- 48N6E2 - дугог (домета 200 km).
- 48N6E3 - дугог (домета 250 km).
- 40N6 - веома дугог (домета 400 km).

### Заштита система
С-400 поседује посебан систем противваздушне одбране назван 42С6 Морфеј (рус:Морфей,eng:Morfey) са ракетама 9M338K or РЗВ-МД, базиран и потиче са система Тор-М2, овај заштитни систем користи такође један од новијих против ваздушни и против ракетни сиsтем 50Р6 С-350 Витез (рус:50Р6 С-350 Витязь, eng:50R6 S-350 Vityaz) који је још увек у развоју. Морфеј користи активно електронско скенирање. Систем је такође развио Алмаз-Антеј. Овај систем се састоји од радара 29YA6, инфрацрвеним сензорима као и са 36 ракета домета до 10 km по даљини и 3,5 km по висини.

## Корисници
- Русија - око 50 батаљона. Русија планира замену свих старијих С-300 система новијим С-400 Триумф и С-500 Прометеј.
- Белорусија - 2 батаљона.
- Кина - 8 батаљона.
- Турска - 4 батаљона

### Будући корисници
- Индија - 10 батаљона и 650 ракета различитог типа.

### Потенцијални корисници
- Алжир - Исказали интересовање.
- Вијетнам - Исказали интересовање за куповину 4 до 6 батаљона.
- Саудијска Арабија- Исказали интересовање.
- Египат - У преговорима око куповине.
- Иран - показали интересовање.
- Ирак - показали интересовање.
- Јерменија - Исказали интересовање за куповину.
- Србија - показали интересовање.

## Галерија
- С-400 Триумф на паради победе у Москви 9. мај 2009.
- С-400 Триумф на паради победе у Москви 9. мај 2015